# ピガスス
ピガスス（Pigasus）とは、イリノイ州シカゴで民主党全国大会が開催される直前の1968年8月23日に、青年国際党がアメリカ合衆国大統領候補に擁立した体重145ポンド（66kg）の豚。いわゆる"イッピー"と呼ばれるメンバーで構成された青年国際党は、1960年代のベトナム戦争に対する自由言論・反戦運動に触発されたアンチ・エスタブリッシュメント・カウンターカルチャーの革命集団。イッピーたちはデモの時、芝居がかった大げさなことをすることで知られていて、ピガススで現状維持の社会を嘲笑おうとした。しかし候補者のお披露目集会で、ピガススはシカゴ市警察に"没収"され、支援したイッピー数名も治安紊乱行為の罪で逮捕された。

## 大統領選キャンペーン
ピガススという名前は、ギリシア神話の翼のある馬ペガススと、ありえないことが起こることを指す慣用句「豚が飛ぶ時」のダブル・ミーニング。フォークシンガーでイッピー仲間のフィル・オクスが農家から購入した豚を、青年国際党のメンバーであるデニス・ダリンプル、アビー・ホフマン、ジェリー・ルービンが大統領候補者として擁立した。当時は1968年の民主党全国大会直前で、ベトナム戦争への大規模な抗議活動が行われている最中だった。イッピーたちはピガススを正式な候補者として、アメリカ合衆国シークレットサービスによる警護と、外交政策説明のためにホワイトハウスにつれていくよう要求した。
イッピーたちがピガススを推した理由の一つは、「もし彼がホワイトハウスに招かれなければ、朝食で彼を食えるから」だった。

## 記者会見と逮捕
大統領候補指名会見は、1968年8月23日朝、シカゴ・シビック・センター（現在のリチャード・J・デイリー・センター ）のシカゴ・ピカソ前で行われた。
ピガススは7人のイッピーたちに護衛され、ステーションワゴンで到着。そこでは50人のイッピーたちが選挙看板を設置し、ビラを手配りしていて、観客は200人あまり、その中にはジェームズ・リオーデンが指揮するシカゴ市警察の制服警官10人と刑事数名がいた。ジェリー・ルービンが指名受諾演説を述べていた時、警察はピガススを"逮捕"。警察車でシカゴ反虐待協会に移送した。ジェリー・ルービン、フィル・オクスを含む7人のイッピーも逮捕され、治安紊乱行為の罪で起訴。ステーションワゴンの運転手も往来の妨害の罪で起訴された。ルービンによると、一人の警官が刑務所にやってきてこう叫んだという。「おまえたちは一生刑務所暮らしだって、豚がブーブー喚いてたぜ」。しかし、イッピーたちは一人に付き25ドルの保釈金で釈放された。

## 裁判
ピガススならびにイッピーたちは治安紊乱、治安妨害ならびにシカゴへの豚の持ち込みの罪で起訴された。裁判への関心は高く、CBS、NBC、ABC、ワシントン・ポスト、ニューヨーク・タイムズ、シカゴ・サンタイムズ、AP通信、UPI通信社など多くのメディアが見守った。
証人フィル・オクスと弁護人ウィリアム・クンスラーの答弁
弁護人：シカゴに着いてから、ジェリー（ルービン）と何か話し合いましたか？

証人：しました。豚を大統領に指名することについて話し合いました。

弁護人：内容を具体的に。

証人：細々したことを話し合いました。シカゴの近くの田舎で農家から豚を買って指名演説をさせるため町に連れて行こうと。

弁護人：あなたの役割は？

証人：豚を選んで、代金を支払いました。

弁護人：すぐに見つかりましたか？

証人：いえ。すぐには見つかりませんでした。どこで豚が買えるか、何軒か訊いて回りました。

弁護人：警察に通報した農家はなかったんですね？

証人：はい。

検察：異議あり。

裁判長：異議を認めます。

弁護人：豚に何が起こったか、もし何かあったのなら、話してください。

証人：7人と一緒に逮捕されました。

弁護人：いつのことですか？

証人：8月23日の朝、シビック・センターのピカソの彫刻のところです。

弁護人：7人の名前は？

証人：ジェリー・ルービン、スチュー・アルバート、ウルフ・ローエンタール、それに私です。あとの3人はわかりません。

弁護人：逮捕された時、何をしていましたか？

証人：豚の大統領候補のスピーチをしていたら逮捕されました。

弁護人：話していたのはジェリー・ルービンでしたか？

証人：そうです。ジェリー・ルービンは用意していた原稿を読み上げていました。始まりはこうでした。「私、ピガススはアメリカ合衆国大統領に立候補することを宣言する」。そこで我々を逮捕した警官が妨害に入り、演説は中断されました。

弁護人：何で起訴されたかわかっていますか？

証人：最初に言われたのは、昔のシカゴの法律、都市部に家畜を持ち込んだこと、治安妨害、治安紊乱だったと思います。いざ裁判になったら、治安紊乱と言われました。

弁護人：豚があなたたちに何か叫んだと警官に言われたそうですが？

検察：異議あり。記録からの削除を願います。

証人：ええとーー

裁判長：異議を認めます。証人は質問に応えぬよう……

## 民主党全国大会の後
ピガススのその後については諸説ある。中には、警察官が彼を食べたというものもある。
イッピーたちがデモのパレードをしていた民主党全国大会終了後、1968年9月30日付のシカゴ・トリビューン紙は、シカゴ市警察に拘留されたピガススは、ミセス・ピガススと呼ばれる雌豚、ならびに子豚とともに、反虐待協会に移送されたと報じている。その後はイリノイ州のグレイズレイクに移されたという。
ピガスス指名の5ヶ月後、ニクソン大統領の就任式（inauguration）を行っていた時、イッピーたちはピガスス大統領の就-豚（とん）-式（in-HOG-uration）を行った。
ピガススから8年後の1976年、イッピーたちは新たな大統領候補を指名する。その名はーーNobody。
デニス・ダリンプル、アビー・ホフマン、ジェリー・ルービンの3人は物故者となったが、ニューヨーク・タイムズの死亡記事は3人ともピガススの大統領指名のことを大きく触れていた。